# Lucie Castets
Lucie Castets (1987. március –) francia közgazdász, magas rangú köztisztviselő, a közgazdaságtan tanára. A szocialista párthoz kötődő politikust a 2024-es parlamenti választások után az Új Népfront miniszterelnöknek jelölte. Végül Michel Barnier lépett szeptembertől miniszterelnökként hivatalba.

## Tanulmányai
Közjogot és politikai gazdaságtant tanult a Párizsi Politikai Tanulmányok Intézetében, majd a London School of Economics-on. 
2006-ban Kínában tartózkodott a sanghaji Fudan Egyetemen. 2013-ban közigazgatási tudományokból szerzett diplomát az École Nationale d'Administration-on (ENA).

## Pályafutása

### Vezetői, közalkalmazotti pályafutása
Első szakmai tapasztalatát 2007/2008-ban szerezte a Sanghaji Francia Főkonzulátus kulturális attaséjaként. 2014-től az Államháztartási Főigazgatóságon (Trésor public), 2018-tól pedig a Tracfin pénzmosás elleni ügynökségnél dolgozott, amely a francia pénzügyminisztérium alá tartozik.
2020 óta a párizsi városvezetésben dolgozott Anne Hidalgo (PS) polgármester alatt, 2023 óta pedig pénzügyi és beszerzési igazgatóként.

### Tudományos pályafutása
2022 óta egyetemi docens-kutató a Paris-Dauphine Egyetemen.

### Politikai pályafutása
2008 és 2011 között a szocialista párt tagja volt, 2011 óta párton kívüli.
A nagyközönség és sok politikus számára nagyrészt ismeretlen Castets-t 2024. július 23-án az Új Népfront baloldali szövetség miniszterelnöknek jelölte.

## Magánélete
Castets leszbikus, párjával egy gyermeket nevelnek.

## Írások
- Lucie Castets, Philippe Watrelot és Rachel Silvera: Opinions. In: Alternatives Économiques. 11/2023 (440. sz.), 73–76. oldal
- Lucie Castets, Nicolas Da Silva, Philippe Watrelot, Timothée Duverger: Opinions. In: Alternatives Économiques, 4/2024 (445. sz.), 75–79. oldal